# Serdar Kesimal
Serdar Kesimal (né le 24 janvier 1989 à Wuppertal en Allemagne) est un joueur de football turc, évoluant à au poste de défenseur central.

## Biographie

### Club
Il est formé par 1. FC Cologne en 2007. Un an plus tard, il intègre l’équipe première mais aura peu de temps de jeu. Il décidera alors de rejoindre le club turc de Kayserispor. Il trouvera là-bas une stabilité et s'imposera comme le pilier de la défense.
Auteur d'une bonne saison, il est recruté environ 4,5 millions d'euros par Fenerbahçe à la fin de la saison 2010-2011. Il signe un contrat de 5 ans. 

### Carrière internationale
Il intègre pour la première fois la sélection turc pour disputer un match amical face aux Pays-Bas le 10 novembre 2010.

## Palmarès

### AvecFenerbahçe
- Coupe de Turquie : 2012